# Ellen Semple
Ellen Churchill Semple (Louisville, 8 gennaio 1863 – West Palm Beach, 8 maggio 1932) è stata una geografa statunitense.

## Biografia
Ellen era l'ultima di cinque figli di Alexander Bonner Semple e Emerine Price. Generalmente è strettamente associata alle sue opere sull'antropogeografia e sull'ambientalismo. In una serie di libri e articoli comunicò certi aspetti dell'opera del geografo tedesco Friedrich Ratzel alla comunità anglofona. I più comuni studi sul suo conto spesso le attribuiscono un prevalente interesse per il determinismo ambientale, la teoria secondo la quale l'ambiente fisico determina la cultura di una comunità umana. Ciononostante, questa attribuzione è alquanto discutibile: gran parte della ricerca della Semple fu infatti incentrata ad affermare una forma molto attenuata di influenze geografiche o di modi in cui varie condizioni ambientali possono potenzialmente condizionare la società umana. Detto questo, la teoria sulla quale fondò il proprio capolavoro fu di fatto la base per numerosi studi che, fraintendendo il suo messaggio, finirono con l'identificare le caratteristiche geografiche ed ambientali con l'unico e principale elemento della relazione uomo-ambiente. La Semple studiò al Vassar College e frequentò l'Università di Lipsia. Fu docente all'University of Chicago e alla Clark University.
La Scuola Elementare Ellen C. Semple a Louisville le è stata intitolata.